# Глухой эпиглоттальный спирант
Глухой эпиглоттальный спирант — согласный звук в МФА, встречающийся в некоторых языках. У этого звука есть и звонкая пара-звонкий эпиглоттальный спирант. Этот звук встречается в агульском, а также в арабском языке. Данному символу присвоен номер 172. Данный символ относится к другим символам МФА.

## Свойства
- По фонации: глухой, поскольку произносится без вибрации голосовых связок.
- По месту образования: эпиглоттальный, образуется в области надгортанника.
- По месту образования: спирант, хотя иногда его относят к дрожащим.
- Пульмонический согласный.

## Распространение
| Язык        | Слово | МФА     | Перевод       | Примечания                                                                                                  |
| ----------- | ----- | ------- | ------------- | --- |
| Аварский    | хӀор  | [ʜor]   | «озеро»       | аллофон /ħ/. У многих носителей читается как /ħ/.                                                           |
| Арабский    | لحم   | [lʲæʜm] | «мясо»        | аллофон /ħ/. См. Арабская фонология. Хотя согласно таджвиду обычно читается как /ʜ/ (см. махрадж буквы Ха). |
| Агульский   | хӀул  | [ʜul]   | «море, океан» | редко читается как /ħ/.                                                                                     |
| Сомалийский | xoor  | [ʜɔ:ɾ]  | «пузырь»      | часто читается как /ħ/.                                                                                     |